# Конрад I од Немачке
Конрад I (познат и као Конрад Млађи) краљ је Немачке (911—918). Био је први и једини краљ Конрадинске (франконијанске) династије.

### Борба две породице за Франконију
Мајка му је била ћерка Арнулфа Корушког. Отац му је био Конрад Старији. Конрадинци и Бабенбергови су водили ратове за превласт у Франконији. Године 906. борили су се близу Фрицлара. Ту је убијен Конрад Старији и два брата Бабенберга. Трећи брат је убијен преваром слободног проласка од стране надбискупа Мајнца. Тако је Франконија припала Конраду Млађем тј. Конраду I. Тада је Конрад I постао војвода Франконије.

### Крунисање за краља
После смрти последњег каролиншког владара Немачке, Лудвига Детета, Конрада бирају за краља 10. новембра 911. на сабору у Форхајму. Немачка се налазила под сталним нападима и пљачкама Мађара. Конрад није успевао да заустави мађарске нападе.
Током власти имао је непрекидних проблема да заузда растућу власт војвода Саксоније, Швабије и Баварске. Његова власт као краља је све више слабила. Имао је сталних проблема са војводом од Саксоније Хенриком I Птичарем. Покушавао је више пута да га војно присили на послушност, али то му није успело. Војни походи су му углавном били неуспешни. Покушао је зато да то компензира покушајем да приволи бискупе да се боре за њега на синоду у Хеналтхајму 916. године. Умро је 23. децембра 918. године.

### Хенрик I Птичар као наследник
Пред смрт уверио је свог брата Еберхарта Франконског да је његов стални противник Хенрик I Птичар најбоља могућност за краља. Сматрао је Хенрика најспособнијим да одржи краљевство на окупу услед сталних свађа међу војводама и претећих мађарских најезди. Енерхарт и остало племство прихватили су Конрадов савет па је Хенрик I Птичар постао нови краљ 919. на сабору у Фрицлару. Еберхарт је постао нови војвода Франконије, а гине 939, приликом побуне против Отона I.

## Породично стабло
|  |                              |  |  |  |  |  |  |  |  |  |  |  |  |  |  |  |
|  | 4. Udo of Neustria           |  |  |  |  |  |  |  |  |  |  |  |  |  |  |  |
|  |                              |  |  |  |  |  |  |  |  |  |  |  |  |  |  |  |
|  |                              |  |  |  |  |  |  |  |  |  |  |  |  |  |  |  |
|  | 2. Conrad, Duke of Thuringia |  |  |  |  |  |  |  |  |  |  |  |  |  |  |  |
|  |                              |  |  |  |  |  |  |  |  |  |  |  |  |  |  |  |
|  |                              |  |  |  |  |  |  |  |  |  |  |  |  |  |  |  |
|  | 1. Конрад I                  |  |  |  |  |  |  |  |  |  |  |  |  |  |  |  |
|  |                              |  |  |  |  |  |  |  |  |  |  |  |  |  |  |  |
|  |                              |  |  |  |  |  |  |  |  |  |  |  |  |  |  |  |
|  | 3. Glismut                   |  |  |  |  |  |  |  |  |  |  |  |  |  |  |  |
|  |                              |  |  |  |  |  |  |  |  |  |  |  |  |  |  |  |
|  |                              |  |  |  |  |  |  |  |  |  |  |  |  |  |  |  |